# Ewa Sonnet
Beata Kornelia Dąbrowska (Rybnik, 8 de março de 1985), conhecida como Ewa Sonnet, é uma cantora e modelo polaca.

## Carreira
Ao final de 2003, ela começou a posar nua para o popular site Busty. Ewa apareceu em sessões fotográficas e vídeos para o site, sendo conhecida principalmente pelos seus grandes seios naturais (36EE), seu corpo magro e seu belo rosto.
Em novembro de 2005, Ewa posou de topless para a revista polaca CKM. E, em janeiro de 2006, começou a realizar shows pela Polônia.
Em outubro de 2006, Ewa lançou o seu primeiro álbum musical, Nielegalna (Ilegal). Desde que lançou sua carreira como cantora, recebeu um amplo reconhecimento e apareceu em revistas, programas de televisão e em uma entrevista para a estação de rádio KUSF da Universidade de São Francisco em março de 2006. Em novembro de 2006 posou de novo na revista CKM para promover seu novo álbum.
Em 16 de janeiro de 2007, confirmou oficialmente que havia terminado o seu segundo álbum. Ele foi lançado em março do mesmo ano, e foi gravado na Suécia.

## Discografia
- 2006 Nielegalna
- 2007 Hypnotiq

## Singles
- 2005 ...I R'n'B
- 2005 ...I R'n'B (More Booty Mix)
- 2005 Tell Me Why
- 2005 C'est La Vie
- 2006 Niech Ta Noc Nie Kończy Się (Blackbeat RMX)
- 2006 Nie zatrzymasz mnie
- 2007 Cry Cry
- 2008 California